# Leon Goretzka
Leon Goretzka, född 6 februari 1995, är en tysk fotbollsspelare (mittfältare) som spelar för Bayern München i Bundesliga.

## Klubbkarriär
Den 19 januari 2018 värvades Goretzka av Bayern München, där han skrev på ett fyraårskontrakt med start från den 1 juli 2018. Den 16 september 2021 förlängde Goretzka sitt kontrakt fram till 2026.

## Landslagskarriär
Den 13 maj 2014 debuterade Goretzka för Tysklands landslag i en 0–0-match mot Polen.
I november 2022 blev Goretzka uttagen i Tysklands trupp till VM 2022.